# The Last Princess
The Last Princess (en hangul,  덕혜옹주; en hanja,  德惠翁主, RR: Deokhye-ongju) también conocida como Princess Deokhye, es una película surcoreana de género histórico-drama estrenada el 3 de agosto del 2016.
La película está basada en la novela "Deokhyeongjoo" de Kwon Bi-young. Y describe la vida de la Princesa coreana Deokhye en Japón, después de que el gobierno imperial japonés la obligara a mudarse ahí con tan sólo 13 años, y los numerosos intentos de la Princesa por regresar a Corea.

## Sinopsis
En 1925, Corea está gobernada por Japón y la joven Princesa Deokhye, la última princesa de la Dinastía Joseon de 13 años, es secuestrada y obligada a mudarse a Japón para asistir a la escuela allí. Extrañando su hogar, después de terminar la escuela, intenta regresar varias veces, pero el general pro-japonés Han Taek-soo se lo impide. Con las duras condiciones de la época, Deokhye lucha para mantener la esperanza del pueblo coreano.
Un día, cuando la Princesa se reúne con su amigo y amor de la infancia, Kim Jang-han, ahora llamado "Kazuma Eiko" un teniente oficial del ejército imperial japonés, que en secreto forma parte del movimiento de independencia de Corea, este planea una operación secreta para trasladar a Deokhye y su hermano Yi Un a Shanghái, sede del Gobierno Provisional de la República de Corea. Sin embargo su plan falla luego de que Taek-soo los descubriera, y termina separando a Deokhye y a Jang-han, lo que ocasiona que pierdan el contacto entre ellos.
En 1931 Deokhye ahora una mujer adulta, se ve obligada a casarse con el Conde Takeyuki So, y poco después de dar a luz a su hija comienza a desarrollar esquizofrenia.
Décadas después de haber sido obligado a separarse de Deokhye, Jang-han ahora un periodista, finalmente la encuentra en un hospital psiquiátrico japonés, donde la princesa había intentado quitarse la vida en varias ocasiones. Jang-han logra persuadir al gobierno de Corea del Sur para que le permita a la princesa entrar nuevamente al país.
Finalmente después de 38 años alejada de su hogar y su pueblo, el 26 de enero de 1962, Deokhye logra regresar a su tierra natal junto a Jang-han, quien se convierte en su guardián.

## Elenco

### Personajes principales[7]
- Son Ye-jin como la HRH. Princesa Deokhye (Yang Deok-hye), la última princesa de la Dinastía Joseon.[8][9]
  - Kim So-hyun como Deokhye (de joven).[10]
  - Shin Rin-ah como Deokhye (de niña).
- Park Hae-il como Kim Jang-han, un periodista de Seoul News, exoficial del ejército japonés y el amigo y amor de la infancia de la Princesa Deokhye, a quien todavía ama.[11]
  - Yeo Hoe-hyun como Jang-han (de joven).
  - Lee Hyo-je como Jang-han (de niño).

### Personajes secundarios[12]
- Ra Mi-ran como Bok-soon, la asistente y nana de la joven Princesa Deokhye.
- Jung Sang-hoon como Bok-dong.
- Park Joo-mi como Yang Gwi-in, Lady Boknyeong, la madre de la Princesa Deokhye y concubina del Emperador Gojong.
- Ahn Nae-sang como Kim Hwang-jin, un chambelán de la corte y tío de Kim Jang-han.
- Kim Dae-myung como Kim Bong-guk.
- Baek Yoon-sik como el Emperador Gojong, el penúltimo emperador de Corea y el padre de la Princesa Deokhye y el Príncipe Yi Un.
- Park Soo-young como el Príncipe Imperial Yi Un (Yeong), el Teniente General y el último Príncipe Heredero de Corea. Yi Un es el séptimo hijo del Emperador Gojong y el hermano mayor de la Princesa Deokhye.[13]
- Ahn Sang-woo como el Emperador Sunjong, el cuarto hijo del Emperador Gojong y el último emperador de la dinastía Joseon y del Imperio Coreano en Corea.
- Go Soo como el Príncipe Yi Wu, un miembro de la familia imperial de Corea y un teniente coronel en el Ejército Imperial Japonés. El nieto del Emperador Gojong y sobrino de la Princesa Deokhye.
- Kim Jae-wook como Takeyuki So, un poeta y conde de Japón que entra en un matrimonio arreglado con la Princesa Deokhye.
- Lee Chae-eun como So Masae (Jeong-hye), hija de la Princesa Deokhye y Takeyuki So. Un año después del divorcio de sus padres Masae se quita la vida.
- Naho Toda como Yi Bang-ja (Masako Nashimoto), es la esposa del Príncipe heredero Yi Un (Yeong) de Corea.
- Yoon Je-moon como Han Taek-soo, un concejal y general pro-japonés de la oficina de la Dinastía Yi. Taek-soo le impide a la Princesa Deokhye regresar a su país.[14]
- Jung Se-hyung como Lee Gun.
- Kim Seung-hoon como el Presidente Park.
- Do Yong-gu como Yoshida Tadao, un general del ejército japonés.
- Lee Se-na como Seo Kyung-shin.

### Otros personajes
- Park Sung-taek como el Watabe Makoto, un primer ministro japonés.
- Kwak Ja-hyoung como el examinador de identificación para los que abordan los embarques a Corea.
- Geum Sae-rok como Park Joo-ok.
- Kim Kwang-hyun como el secretario en jefe del Presidente Park.
- Cha Ji-won como la señora que toma arroz dulce.
- Lee Hwang-eui como Lee Wan-yong.
- Han Chang-hyun como un soldado guía de Ameyoko.
- Rie Akiba como una enfermera del Hospital Matsuzawa.
- Nam Sang-ji como la profesora del orfanato.
- Kim Ji-an como una niña del orfanato y miembro del coro.
- Eum Seo-young como una niña del orfanato.
- Tasuku Yamanouchi como el anfitrión de la industria Daito.
- Kim In-woo como el anfitrión de la ceremonia.
- Oh Hye-won.
- Shin Shin-ae como la directora de la escuela de idioma coreano.
- ¿? como Lee Jong-ho, un periodista del "People's Daily" durante la conferencia de prensa de la cumbre de discusión sobre normalización de las relaciones coreano-japonesas.

## Premios y nominaciones
| Año  | Categoría                      | Premios                                             | Nominado (a)                | Resultado |
| ---- | ------------------------------ | --------------------------------------------------- | --------------------------- | --------- |
| 2017 | Mejor actor                    | 37th Golden Cinema Festival                         | Park Hae-il                 | Ganó      |
| 2017 | Mejor actriz                   | 8th Korean Film Reporters Association Award (KOFRA) | Son Ye-jin                  | Ganó      |
| 2017 | Mejor actriz de reparto        | 8th Korean Film Reporters Association Award (KOFRA) | Ra Mi-ran                   | Ganó      |
| 2017 | Mejor actriz (Film)            | 53rd Baeksang Arts Award                            | Son Ye-jin                  | Ganó      |
| 2017 | Mejor actriz de reparto (Film) | 53rd Baeksang Arts Award                            | Ra Mi-ran                   | Nominada  |
| 2017 | Mejor actriz de reparto        | 22nd Chunsa Film Art Award                          | Ra Mi-ran                   | Nominada  |
| 2017 | Mejor actriz                   | 11th Asian Film Award                               | Son Ye-jin                  | Nominada  |
| 2017 | Mejor actriz de reparto        | 26th Buil Film Award                                | Ra Mi-ran                   | Nominada  |
| 2016 | Mejor actriz                   | 37th Blue Dragon Film Award                         | Son Ye-jin                  | Nominada  |
| 2016 | Estrella popular               | 37th Blue Dragon Film Award                         | Son Ye-jin                  | Ganó      |
| 2016 | Mejor actriz de reparto        | 37th Blue Dragon Film Award                         | Ra Mi-ran                   | Nominada  |
| 2016 | Mejor actriz                   | 53rd Grand Bell Award                               | Son Ye-jin                  | Ganó      |
| 2016 | Mejor actriz de reparto        | 53rd Grand Bell Award                               | Ra Mi-ran                   | Ganó      |
| 2016 | Mejor actor de reparto         | 53rd Grand Bell Award                               | Yoon Je-moon                | Nominado  |
| 2016 | Mejor director                 | 53rd Grand Bell Award                               | Hur Jin-ho                  | Nominado  |
| 2016 | Best Film                      | 53rd Grand Bell Award                               | "The Last Princess"         | Nominado  |
| 2016 | Best Music                     | 53rd Grand Bell Award                               | Choi Yong-rak y Jo Sung-woo | Ganaron   |
| 2016 | Best Costume Design            | 53rd Grand Bell Award                               | Kwon Yoo-jin e Im Seung-hee | Ganaron   |
| 2016 | Mejor actriz                   | 3rd Korean Film Producers Association Award         | Son Ye-jin                  | Ganó      |

## Producción
La película también fue conocida como '"Princess Deokhye" y estuvo basada en "Deokhyeongjoo" la novela más vendida de Kwon Bi-young.
Fue dirigida por Hur Jin-ho (허진호), mientras que el guion contó con el trabajo de Hur, Lee Han-eol y Seo Yoo-min, y la producción estuvo en manos de Kim Jung-hwa.
El director Hur Jin-ho decidió hacer una película sobre la Princesa Deokhye, después de ver un documental sobre ella en la televisión y no poder olvidar la escena que mostraba a la Princesa reuniéndose con sus damas de la corte en el aeropuerto de Gimpo, cuando finalmente se le permitió regresar a Corea, después de estar retenida en Japón por 38 años.
Durante el Festival Internacional de Cine de Busan (BIFF) de 2012, el proyecto cinematográfico de Hur fue seleccionado para recibir el apoyo de coproducción para el desarrollo del Consejo de Cine de Corea.
La preproducción de la película comenzó en el 2014, mientras que la fotografía principal comenzó el 30 de noviembre del 2015 y se completó el 23 de marzo del 2016. Las filmaciones tuvieron lugar en Japón y Corea del Sur.
La película se lanzó en octubre del 2015 en el mercado de cine asiático de BIFF (en inglés: "BIFF's Asian Film Market").
Contó con la compañía de producción "Hofilm" y fue distribuida por "Lotte Entertainment".

### Recepción
La película fue bien recibida por los críticos.
Sung So-young del "Korea JoongAng Daily" elogió la película por ser "lo suficientemente interesante como para mantener el interés del público del principio al fin, a pesar de que sentía que la imaginación de Hur iba demasiado lejos en varias escenas". Resaltando que los principales eventos de la vida de la Princesa Deokhye fueron bien representados y que la mayor virtud de la película era la forma en que las audiencias querían saber más sobre ella.
Woo Jae-yeon quien escribe para "Yonhap", dijo que la película confirmaba la reputación de Hur como un director que "tiene un historial probado en tejer una historia de amor a partir de una delicada red de emociones que cada personaje experimenta". Jae-yeon también elogió el desempeño sobresaliente de la actriz Son Ye-jin por su interpretación de las "profundidades insondables de los altibajos emocionales de la princesa Deokhye".
Rumy Doo del "The Korea Herald" dijo que la película era un "cambio refrescante de los dramas típicos sobre la ocupación japonesa de Corea, que generalmente intenta transmitir un mensaje de patriotismo y tienden a ser fuertes en sus arcos emocionales". Doo también apreció el "silencioso enfoque" de Hur en su manejo de las emociones del personaje y elogiando las actuaciones de los dos protagonistas Son Ye-jin y Park Hae-il, mencionando que Hae-il mostró una "destreza y hábil sutileza", mientras que Ye-jin mostró ser una "artista sensible y técnicamente refinada".
Yun Suh-young del "The Korea Times", elogió la película por ser "atractiva, entretenida y conmovedora", algo raro para una película histórica, completó su elogió a la dirección magistral de Hur y la excelente actuación del reparto.

### Taquilla
Durante su estreno el 3 de agosto del 2016 la película obtuvo el tercer lugar en taquilla y poco después durante el fin de semana del 5 al 7 e agosto del mismo año alcanzó el primer puesto.
Durante el fin de semana, se vendieron 1.2 millones de boletos en 961 pantallas, lo cual representó el 24% de todas las ventas de boletos en Corea del Sur.
La película ganó US$ 12,4 millones en un período de cinco días (del 3 al 7 de agosto), con 1,7 millones de boletos vendidos. La película recaudó US$ 35.4 millones en Corea del Sur y más de US$ 40,35 millones en todo el mundo.